# Hermetisk förslutning
"Hermetisk" omdirigerar hit, se även Hermetism

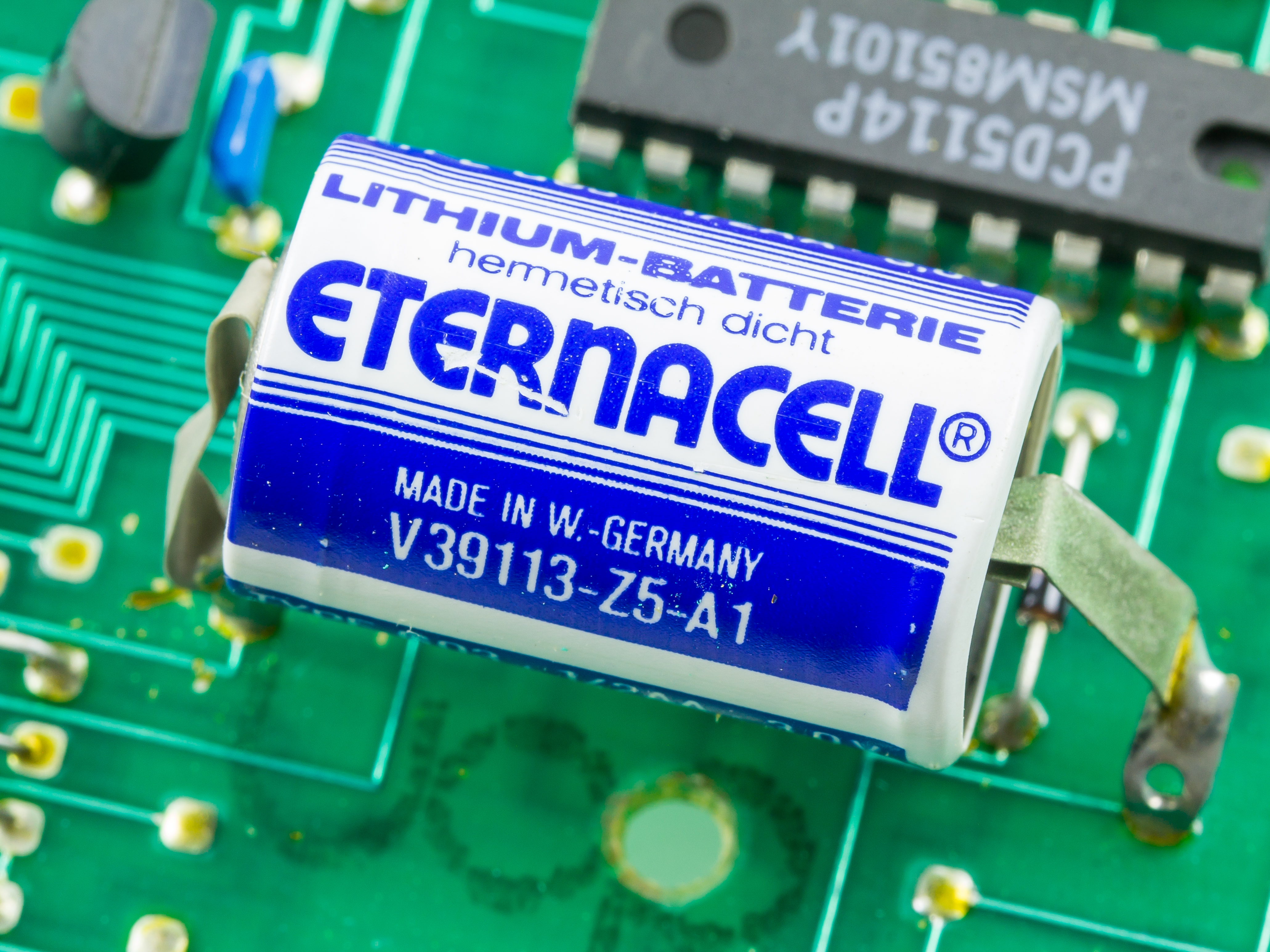
Ett hermetiskt förslutet batteri.

Hermetisk förslutning innebär gastät förslutning. Ofta avses luft som gas, till exempel i hermetiskt förslutna förpackningar. Ordet kommer från medeltida alkemi och Hermes Trismegistos. 